# Liste de sondages pour les élections législatives écossaises de 2021
 (décembre 2019).
Les élections législatives écossaises de 2021 (en anglais : Scottish Parliament election, 2021) auront lieu avant le 6 mai 2021 afin d'élire les 129 membres de la 6e législature du Parlement écossais. Cette page regroupe les sondages concernant ces élections.

## Sondages

### Au niveau des circonscriptions
| Date             | Institut          | SNP    | Trav.  | Con.   | LibDem | Green | UKIP | Change UK | Brexit | Autres |
| ---------------- | ----------------- | ------ | ------ | ------ | ------ | ----- | ---- | --------- | ------ | ------ |
| Date             | Institut          |        |        |        |        |       |      |           |        |        |
| 02.09-07.09.2020 | Survation         | 53 %   | 18 %   | 20 %   | 7 %    | -     | -    | -         | -      | 2 %    |
| 06.08-13.08.2020 | Savanta ComRes    | 51 %   | 17 %   | 24 %   | 6 %    | -     | -    | -         | -      | 2 %    |
| 06.08-10.08.2020 | YouGov            | 57 %   | 14 %   | 20 %   | 8 %    | 1 %   | -    | -         | -      | 1 %    |
| 30.06-03.07.2020 | Panelbase         | 55 %   | 15 %   | 20 %   | 6 %    | 3 %   | -    | -         | -      | <1 %   |
| 01.06-05.06.2020 | Panelbase         | 53 %   | 16 %   | 21 %   | 6 %    | 3 %   | -    | -         | -      | <1 %   |
| 01.05-05.05.2020 | Panelbase         | 53 %   | 15 %   | 23 %   | 5 %    | 3 %   | -    | -         | -      | 1 %    |
| 24.04-27.04.2020 | YouGov            | 54 %   | 12 %   | 23 %   | 8 %    | 2 %   | -    | -         | -      | 1 %    |
| 24.03-26.03.2020 | Panelbase         | 51 %   | 14 %   | 26 %   | 6 %    | 3 %   | -    | -         | -      | <1 %   |
| 28.01-31.01.2020 | Panelbase         | 50 %   | 14 %   | 26 %   | 7 %    | 3 %   | -    | -         | -      | <1 %   |
| 20.01-22.01.2020 | Survation         | 51 %   | 17 %   | 23 %   | 7 %    | -     | -    | -         | -      | 1 %    |
| 03.12-06.12.2019 | Panelbase         | 43 %   | 19 %   | 26 %   | 8 %    | 2 %   | -    | -         | 2 %    | <1 %   |
| 29.11-03.12.2019 | YouGov            | 46 %   | 14 %   | 26 %   | 11 %   | 1 %   | -    | 0 %       | 0 %    | 0 %    |
| 20.11-22.11.2019 | Panelbase         | 43 %   | 17 %   | 26 %   | 9 %    | 2 %   | -    | -         | 3 %    | <1 %   |
| 09.10-11.10.2019 | Panelbase         | 42 %   | 19 %   | 21 %   | 10 %   | 3 %   | <1 % | -         | 4 %    | <1 %   |
| 29.08-03.09.2019 | YouGov            | 45 %   | 13 %   | 23 %   | 12 %   | 2 %   | -    | 0 %       | 3 %    | 1 %    |
| 18.06-20.06.2019 | Panelbase         | 42 %   | 16 %   | 20 %   | 11 %   | 3 %   | <1 % | <1 %      | 7 %    | <1 %   |
| 14.05-17.05.2019 | Panelbase         | 41 %   | 18 %   | 20 %   | 8 %    | 3 %   | 1 %  | 1 %       | 7 %    | <1 %   |
| 24.04-26.04.2019 | YouGov            | 46 %   | 16 %   | 22 %   | 7 %    | 3 %   | -    | 1 %       | 4 %    | 0 %    |
| 18.04-24.04.2019 | Panelbase         | 40 %   | 20 %   | 22 %   | 6 %    | 3 %   | 1 %  | 2 %       | 5 %    | <1 %   |
| 28.02-06.03.2019 | Panelbase         | 41 %   | 19 %   | 27 %   | 8 %    | 3 %   | 2 %  | -         | -      | <1 %   |
| 01.03-04.03.2019 | Survation         | 43 %   | 22 %   | 24 %   | 9 %    | -     | -    | -         | -      | 2 %    |
| 30.11-05.12.2018 | Panelbase         | 41 %   | 23 %   | 25 %   | 6 %    | 3 %   | 1 %  | -         | -      | <1 %   |
| 02.11-07.11.2018 | Panelbase         | 39 %   | 24 %   | 27 %   | 6 %    | 3 %   | 1 %  | -         | -      | <1 %   |
| 18.10-21.10.2018 | Survation         | 38 %   | 25 %   | 26 %   | 9 %    | 1 %   | -    | -         | -      | 0 %    |
| 03.10-05.10.2018 | Survation         | 44 %   | 23 %   | 24 %   | 8 %    | -     | -    | -         | -      | 1 %    |
| 28.09-04.10.2018 | Panelbase         | 41 %   | 21 %   | 26 %   | 6 %    | 3 %   | 2 %  | -         | -      | <1 %   |
| 28.09-02.10.2018 | Survation         | 43 %   | 23 %   | 24 %   | 9 %    | -     | -    | -         | -      | 2 %    |
| 05.07-10.07.2018 | Survation         | 44 %   | 21 %   | 24 %   | 9 %    | -     | -    | -         | -      | 3 %    |
| 21.06-27.06.2018 | Panelbase         | 41 %   | 22 %   | 27 %   | 6 %    | 2 %   | 1 %  | -         | -      | <1 %   |
| 08.06-13.06.2018 | Panelbase         | 40 %   | 24 %   | 28 %   | 6 %    | 2 %   | <1 % | -         | -      | <1 %   |
| 01.06-05.06.2018 | YouGov            | 41 %   | 22 %   | 27 %   | 6 %    | 2 %   | 1 %  | -         | -      | 1 %    |
| 23.03-28.03.2018 | Panelbase         | 40 %   | 22 %   | 28 %   | 6 %    | 3 %   | <1 % | -         | -      | <1 %   |
| 24.01-28.01.2018 | Survation         | 42 %   | 25 %   | 25 %   | 6 %    | -     | -    | -         | -      | 2 %    |
| 12.01-16.01.2018 | YouGov            | 38 %   | 23 %   | 26 %   | 7 %    | 3 %   | 2 %  | -         | -      | 0 %    |
| 15.12-20.12.2017 | Panelbase         | 39 %   | 25 %   | 26 %   | 6 %    | 2 %   | <1 % | -         | -      | <1 %   |
| 01.12-05.12.2017 | Survation         | 39 %   | 28 %   | 24 %   | 7 %    | -     | -    | -         | -      | 2 %    |
| 27.11-30.11.2017 | Survation         | 39 %   | 25 %   | 24 %   | 8 %    | -     | -    | -         | -      | 3 %    |
| 02.10-05.10.2017 | YouGov            | 42 %   | 25 %   | 25 %   | 5 %    | 2 %   | 1 %  | -         | -      | 0 %    |
| 08.09-12.09.2017 | Survation         | 42 %   | 25 %   | 26 %   | 7 %    | -     | -    | -         | -      | 2 %    |
| 31.08-07.09.2017 | Panelbase         | 42 %   | 22 %   | 28 %   | 6 %    | 2 %   | <1 % | -         | -      | <1 %   |
| 09.03-14.03.2017 | YouGov            | 51 %   | 14 %   | 24 %   | 6 %    | 4 %   | 1 %  | -         | -      | 1 %    |
| 24.11-29.11.2016 | YouGov            | 48 %   | 15 %   | 25 %   | 6 %    | 3 %   | 1 %  | -         | -      | 0 %    |
| 28.09-04.10.2016 | BMG               | 51 %   | 18 %   | 21 %   | 7 %    | -     | -    | -         | -      | 3 %    |
| 29.08-31.08.2016 | YouGov            | 52 %   | 16 %   | 21 %   | 5 %    | 3 %   | 2 %  | -         | -      | 0 %    |
| 24.06-28.06.2016 | Survation         | 50 %   | 18 %   | 21 %   | 8 %    | -     | -    | -         | -      | 4 %    |
| 05.05.2016       | Résultats en 2016 | 46,5 % | 22,6 % | 22,0 % | 7,8 %  | 0,6 % | -    | -         | -      | 0,5 %  |

### Au niveau régional
| Date             | Institut          | SNP    | Con.   | Trav.  | Green | LibDem | UKIP  | Change UK | Brexit | SSP   | Autres |
| ---------------- | ----------------- | ------ | ------ | ------ | ----- | ------ | ----- | --------- | ------ | ----- | ------ |
| Date             | Institut          |        |        |        |       |        |       |           |        |       |        |
| 02.09-07.09.2020 | Survation         | 42 %   | 18 %   | 18 %   | 10 %  | 8 %    | 2 %   | -         | 2 %    | -     | <1 %   |
| 06.08-13.08.2020 | Savanta ComRes    | 43 %   | 21 %   | 17 %   | 10 %  | 8 %    | -     | -         | -      | -     | 2 %    |
| 06.08-10.08.2020 | YouGov            | 47 %   | 21 %   | 14 %   | 6 %   | 7 %    | -     | -         | 1 %    | 4 %   | 1 %    |
| 30.06-03.07.2020 | Panelbase         | 50 %   | 18 %   | 15 %   | 8 %   | 6 %    | -     | -         | -      | -     | 2 %    |
| 01.06-05.06.2020 | Panelbase         | 48 %   | 19 %   | 16 %   | 7 %   | 8 %    | -     | -         | -      | -     | 2 %    |
| 01.05-05.05.2020 | Panelbase         | 48 %   | 22 %   | 15 %   | 5 %   | 7 %    | -     | -         | -      | -     | 5 %    |
| 24.04-27.04.2020 | YouGov            | 45 %   | 23 %   | 12 %   | 8 %   | 7 %    | -     | -         | -      | 4 %   | 1 %    |
| 24.03-26.03.2020 | Panelbase         | 48 %   | 26 %   | 13 %   | 6 %   | 6 %    | -     | -         | -      | -     | 1 %    |
| 28.01-31.01.2020 | Panelbase         | 47 %   | 25 %   | 14 %   | 7 %   | 7 %    | -     | -         | -      | -     | <1 %   |
| 20.01-22.01.2020 | Survation         | 38 %   | 21 %   | 19 %   | 9 %   | 9 %    | 1 %   | -         | 2 %    | -     | 0 %    |
| 03.12-06.12.2019 | Panelbase         | 38 %   | 26 %   | 18 %   | 6 %   | 9 %    | -     | -         | 2 %    | -     | -      |
| 29.11-03.12.2019 | YouGov            | 37 %   | 25 %   | 14 %   | 8 %   | 10 %   | 0 %   | 0 %       | 2 %    | 3 %   | <1 %   |
| 20.11-22.11.2019 | Panelbase         | 39 %   | 25 %   | 17 %   | 6 %   | 9 %    | -     | -         | 3 %    | -     | -      |
| 09.10-11.10.2019 | Panelbase         | 38 %   | 21 %   | 18 %   | 6 %   | 11 %   | <1 %  | -         | 4 %    | -     | <1 %   |
| 29.08-03.09.2019 | YouGov            | 39 %   | 20 %   | 11 %   | 8 %   | 13 %   | 1 %   | 0 %       | 5 %    | 3 %   | <1 %   |
| 18.06-20.06.2019 | Panelbase         | 39 %   | 20 %   | 16 %   | 7 %   | 10 %   | <1 %  | <1 %      | 6 %    | -     | <1 %   |
| 14.05-17.05.2019 | Panelbase         | 37 %   | 19 %   | 18 %   | 7 %   | 8 %    | 2 %   | 2 %       | 6 %    | -     | <1 %   |
| 24.04-26.04.2019 | YouGov            | 37 %   | 20 %   | 15 %   | 10 %  | 7 %    | 2 %   | 2 %       | 5 %    | 3 %   | <1 %   |
| 18.04-24.04.2019 | Panelbase         | 37 %   | 22 %   | 19 %   | 7 %   | 7 %    | 2 %   | 2 %       | 4 %    | -     | <1 %   |
| 28.02-06.03.2019 | Panelbase         | 36 %   | 26 %   | 19 %   | 6 %   | 9 %    | 3 %   | -         | -      | -     | <1 %   |
| 01.03-04.03.2019 | Survation         | 32 %   | 22 %   | 19 %   | 11 %  | 11 %   | 3 %   | -         | -      | -     | 1 %    |
| 30.11-05.12.2018 | Panelbase         | 38 %   | 26 %   | 22 %   | 6 %   | 7 %    | 1 %   | -         | -      | -     | <1 %   |
| 02.11-07.11.2018 | Panelbase         | 37 %   | 26 %   | 22 %   | 6 %   | 6 %    | 2 %   | -         | -      | -     | <1 %   |
| 18.10-21.10.2018 | Survation         | 32 %   | 23 %   | 23 %   | 9 %   | 9 %    | -     | -         | -      | -     | 4 %    |
| 03.10-05.10.2018 | Survation         | 40 %   | 25 %   | 22 %   | 4 %   | 8 %    | -     | -         | -      | -     | 2 %    |
| 28.09-04.10.2018 | Panelbase         | 35 %   | 26 %   | 20 %   | 7 %   | 8 %    | 2 %   | -         | -      | -     | 1 %    |
| 28.09-02.10.2018 | Survation         | 32 %   | 21 %   | 23 %   | 10 %  | 8 %    | 5 %   | -         | -      | -     | 0 %    |
| 05.07-10.07.2018 | Survation         | 33 %   | 19 %   | 21 %   | 11 %  | 10 %   | 5 %   | -         | -      | -     | 1 %    |
| 21.06-27.06.2018 | Panelbase         | 36 %   | 27 %   | 23 %   | 6 %   | 7 %    | 1 %   | -         | -      | -     | <1 %   |
| 08.06-13.06.2018 | Panelbase         | 36 %   | 26 %   | 23 %   | 7 %   | 6 %    | 1 %   | -         | -      | -     | <1 %   |
| 01.06-05.06.2018 | YouGov            | 32 %   | 26 %   | 21 %   | 9 %   | 7 %    | 1 %   | -         | -      | 3 %   | <1 %   |
| 24.01-28.01.2018 | Survation         | 33 %   | 23 %   | 23 %   | 9 %   | 8 %    | 3 %   | -         | -      | -     | 1 %    |
| 12.01-16.01.2018 | YouGov            | 32 %   | 25 %   | 22 %   | 10 %  | 7 %    | 3 %   | -         | -      | 2 %   | <1 %   |
| 01.12-05.12.2017 | Survation         | 32 %   | 21 %   | 24 %   | 10 %  | 10 %   | 3 %   | -         | -      | -     | 1 %    |
| 27.11-30.11.2017 | Survation         | 33 %   | 22 %   | 25 %   | 8 %   | 8 %    | 3 %   | -         | -      | -     | <1 %   |
| 02.10-05.10.2017 | YouGov            | 35 %   | 23 %   | 24 %   | 6 %   | 6 %    | 1 %   | -         | -      | 3 %   | 1 %    |
| 08.09-12.09.2017 | Survation         | 31 %   | 21 %   | 25 %   | 9 %   | 10 %   | 3 %   | -         | -      | -     | <1 %   |
| 09.03-14.03.2017 | YouGov            | 40 %   | 25 %   | 14 %   | 12 %  | 5 %    | 2 %   | -         | -      | 1 %   | 1 %    |
| 24.11-29.11.2016 | YouGov            | 39 %   | 24 %   | 14 %   | 11 %  | 6 %    | 4 %   | -         | -      | 1 %   | 0 %    |
| 28.09-04.10.2016 | BMG               | 43 %   | 20 %   | 16 %   | 8 %   | 7 %    | 3 %   | -         | -      | -     | 1 %    |
| 29.08-31.08.2016 | YouGov            | 45 %   | 21 %   | 15 %   | 9 %   | 6 %    | 2 %   | -         | -      | -     | 0 %    |
| 24.06-28.06.2016 | Survation         | 41 %   | 20 %   | 16 %   | 12 %  | 7 %    | 4 %   | -         | -      | -     | 1 %    |
| 05.05.2016       | Résultats en 2016 | 41,7 % | 22,9 % | 19,1 % | 6,6 % | 5,2 %  | 2,0 % | -         | -      | 0,5 % | 2 %    |